# Meijirestaurationen

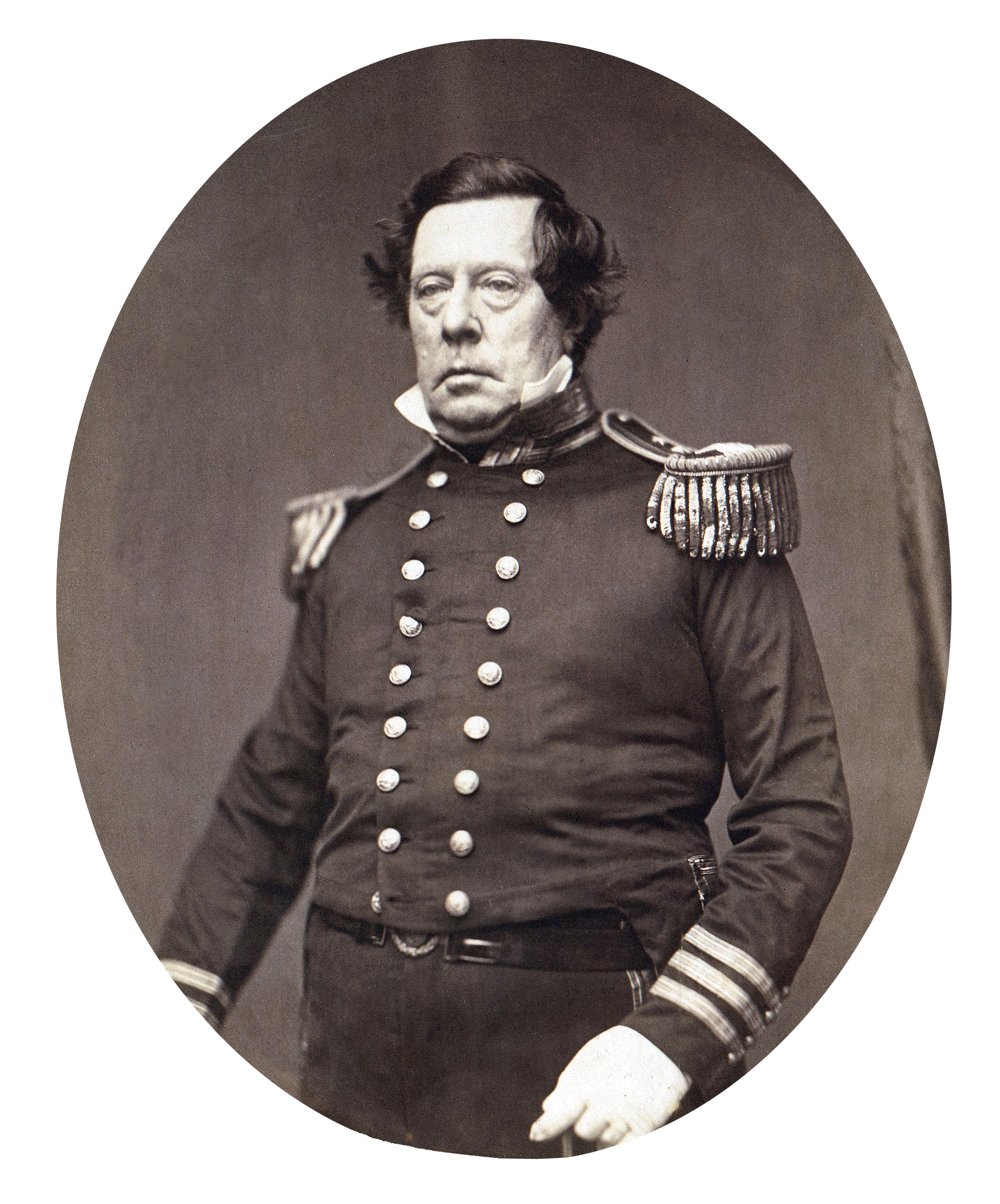
Flottiljamiral Matthew Perry

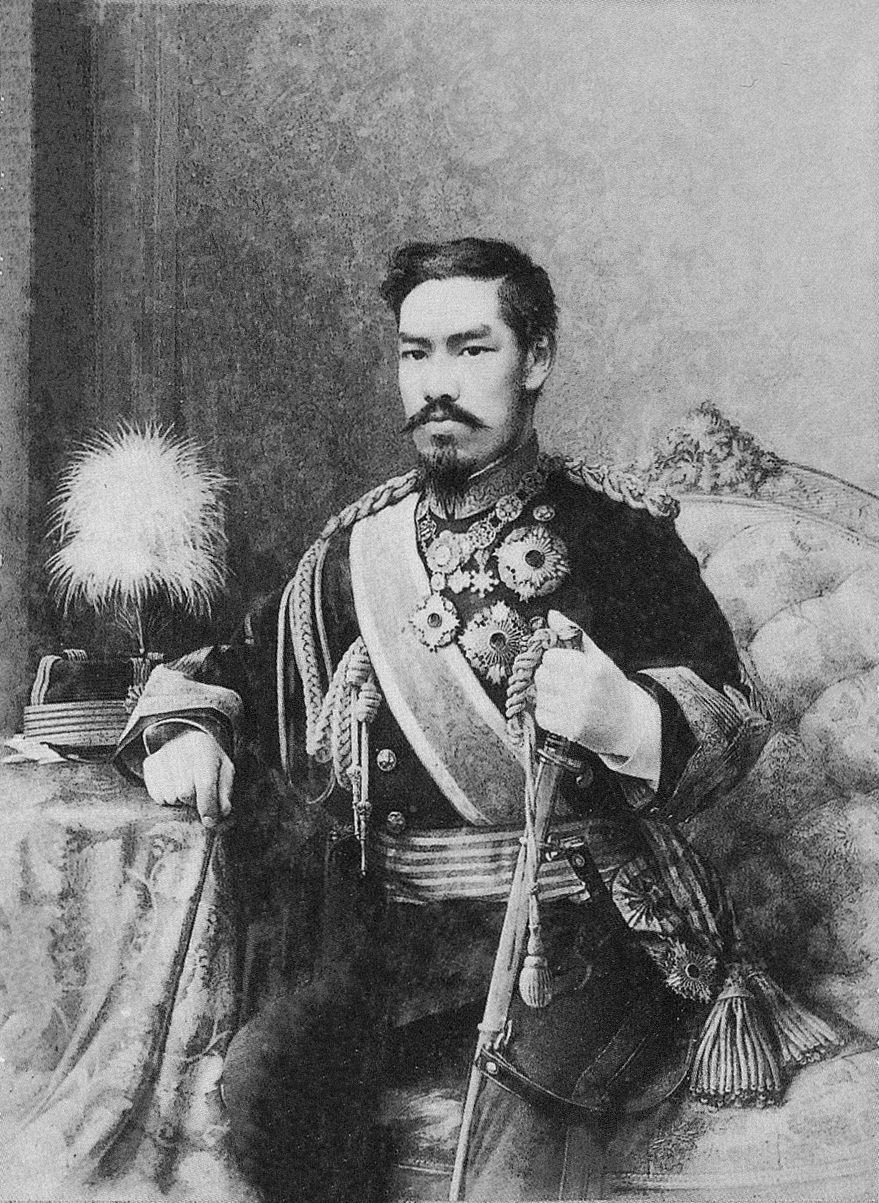
Kejsar Meiji

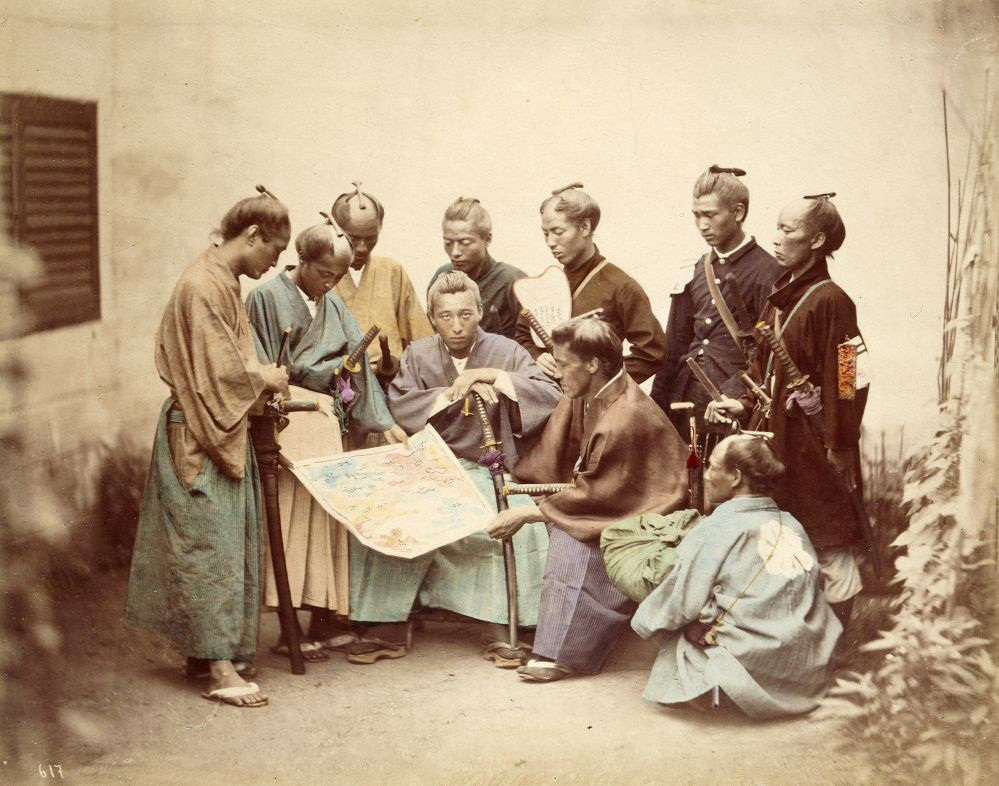
Samurajer från Satsuma-klanen under tiden för Boshinkriget. (Foto: Felice Beato, c:a 1867)

Meijirestaurationen (japanska: 明治維新, Meiji-ishin) kallas en serie händelser i Japans historia mellan 1866 och 1869 som förändrade Japans politiska och sociala struktur. Händelserna påbörjas under den sena Tokugawaperioden och avslutar denna för att sedan avslutas i den följande Meijiperioden. Meijirestaurationen tar sitt namn från kejsar Meiji, postumt namn för Mutsuhito, (1867–1912) och det faktum att makten i Japan återställdes till kejsartronen (restaurerades) från shogunatet. Restaurationen var en konsekvens av en mängd omständigheter, den mest kända att den amerikanske kommendören Matthew C. Perry med en flottstyrka 1853 tvingade Japan att öppna sina hamnar.

## Bakgrund
De drivande aktörerna bakom restaurationen var huvudsakligen unga samurajer från olika han, feodala områden. De kom särskilt från områden som historiskt hade motsatt sig Tokugawa-klanens auktoritet, däribland Chōshū på västra Honshu och Satsuma på södra Kyushu. Missnöjet byggde både på inhemska problem och en rädsla för utländska ingrepp i det japanska samhället. Hotet från utländska aktörer upplevdes särskilt starkt efter att Japan på 1850-talet hade tvingats att "öppna" sig efter två århundraden av nästan total isolering. De japanska ledarna såg med oro hur länderna i väst blev mer aggressiva i sin imperialism och hur de tog över allt större delar av Kina.
En stark övertygelse var att västmakterna hade växt sig starka genom tre delar: 1) konstitutionalism som skapade nationell enighet, 2) industrialisering för att bygga upp materiellt välstånd och 3) en vältränad militär som kunde upprätthålla den nationella säkerheten. De unga oppositionella samurajerna ville komma på jämlik fot med staterna i väst och antog bland annat slagorden "Berika landet, stärk armén" (Fukoku kyōhei). Genom att söka kunskap och förståelse för samhällena i väst hoppades man kunna omförhandla de fördrag som hade gett utländska aktörer juridiska och ekonomiska privilegier i Japan, bland annat genom doktrinen om exterritorialitet.

## Händelseförlopp
Meijirestaurationen tog sin början 1866 med bildandet av en allians mellan Saigo Takamori, daimyo (länsherre) i Satsumaprovinsen, och Kido Takayoshi, daimyo i Choshuprovinsen, på initiativ av  Sakamoto Ryoma. Syftet med denna allians var att återföra makten över Japan till kejsaren och avsluta det dåvarande shogunatet.
Tokugawa-shogunatet upphörde officiellt den 9 november 1867 när den 15:e Tokugawa-shogun, Tokugawa Yoshinobu, ”lämnade sina privilegier i kejsarens händer” och tio dagar senare avgick som shogun. Därmed var det kejserliga styret restaurerat, även om Yoshinobu behöll en hel del makt. Detta betydde att kejsarna, mikadoerna, återkom till makten efter att i nästan 700 år ha haft en skuggtillvaro i den gamla staden Heiankyo.

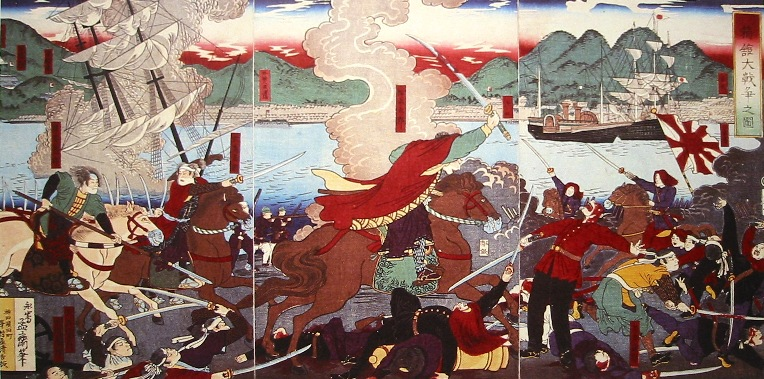
Slaget vid Hakodate. Målning från omkring 1880.

Kort därpå, i januari 1868, började Boshinkriget (”kriget i drakens år”) med slaget vid Toba Fushimi, där en armé bestående av trupper från Chosu- och Satsumaprovinserna besegrade den tidigare shoguns armé. Som en följd tog kejsaren ifrån Yoshinobu hans resterande makt. En del av de shoguntrogna styrkorna tog sin tillflykt till Hokkaido, där de försökte upprätta en utbrytarrepublik, Republiken Ezo. Detta försök kuvades dock i maj 1869 med belägringen av Hakodate på Hokkaido. Segern över den förre shoguns styrkor signalerade slutet på Edo-perioden och motståndet mot kejsaren.
Ledarna i Meijirestaurationen hävdade att de agerade för att återställa det kejserliga styret i Japan. I själva verket flyttades den politiska makten från shogun till en oligarki bestående av dem själva. Huvudsakligen kom de från Satsumaprovinsen (Saigo Takamori och Okubo Toshimichi) och Chosuprovinsen (Ito Hirobumi, Yamagata Aritomo och Kido Takayoshi.) Den viktigaste orsaken till detta var att de hade en gammaldags föreställning om kejserligt styre där kejsaren bara utförde höga prästerliga riter (se shintoism) medan hans ministrar styrde nationen i hans namn.

## Ledarna
Dessa personer var ledande i Meijirestaurationen. Vissa av dem gick vidare till att bli premiärministrar i Japan:
- Okubo Toshimichi (1830–1878)
- Kido Takayoshi (1833–1877)
- Saigo Takamori (1827–1877)
- Iwakura Tomomi (1825–1883)
- Ito Hirobumi (1841–1909)
- Kuroda Kiyotaka (1840–1900)
- Matsukata Masayoshi (1835–1924)
- Oyama Iwao (1842–1916)
- Saigo Tsugumichi (1843–1902)
- Yamagata Aritomo (1838–1922)
- Inoue Kaoru (1835–1915)
- Saionji Kinmochi (1849–1940)

## Meijirestaurationens följder

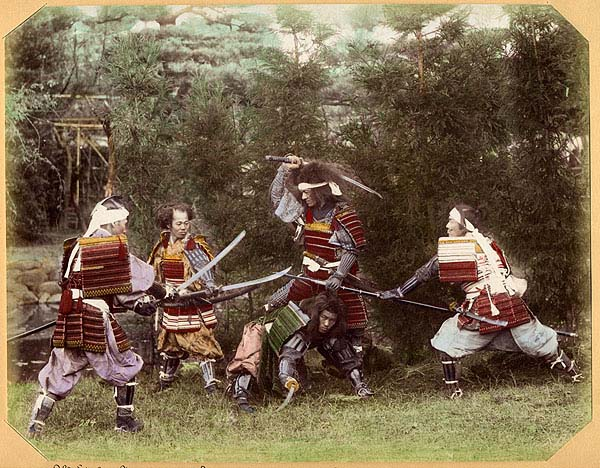
Samuraj i gammaldags rustning (c:a 1880)

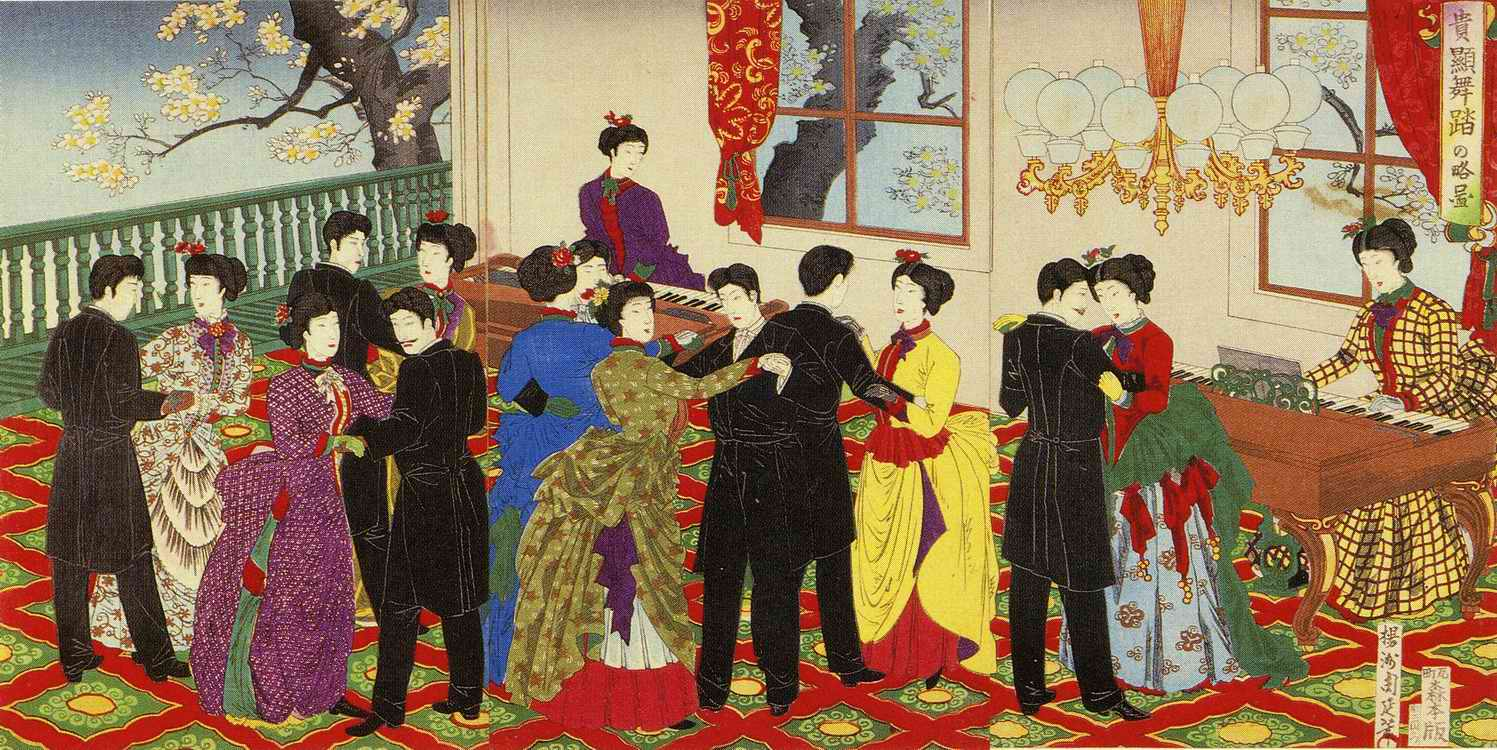
Ukiyoe av Toyohara Chikanobu: en balscen på Rokumeikan, där reforminriktade japaner klädda enligt västerländskt mode deltar i en västerländsk bal. Kvinnan som spelar piano antas vara Uryū Shigeko. Tokyo, Japan, 1888.

Restaurationen ledde vidare till Japans industrialisering som gjorde att landet 1905 steg fram som en militär stormakt under parollen ”Nationellt välstånd och militär styrka” (”fukoku kyohei”, ”富国強兵”).
Meijioligarkin, som utgjorde Japans styre under kejsaren, började med att införa åtgärder för att försäkra sig om att deras plats vid makten var säker för resterna av det gamla Tokugawa-styret, shogun, daimyo och krigaradeln buke (samurajklassen). År 1868 konfiskerade kejsaren allt land från Tokugawa och satte det under sin egen kontroll. Året därpå (1869) övertalades ledarna för länen Tosa, Hizen, Satsuma och Chosu, som varit de mest drivande i kampen mot shogun, att återlämna sina förläningar (japanska han) till kejsaren. Ytterligare daimyo övertalades att göra det samma. Slutligen, 1871, kallades alla tidigare och dåvarande daimyo inför kejsaren. Där tillkännagavs avskaffandet av feodalsystemet i Japan. Alla cirka 300 han skulle återföras till kejsaren och göras om till prefekturer under statligt utsedda guvernörer. Fram till 1888 slogs flera prefekturer stegvis samman tills de reducerats till 47. I utbyte fick alla daimyo en tiondedel av inkomsten från sina län som privatinkomst. Dessutom tog staten över deras skulder och avlöningen av samurajerna.
Oligarkerna arbetade även för att avskaffa indelningen av det japanska samhället i fyra kaster (shinōkōshō): samurajerna, bönderna, hantverkarna och köpmännen. Vid den tiden var antalet samurajer i Japan 1,9 miljoner. Eftersom varje samuraj hade rätt att utkvittera en fast summa var avlöningen av dessa en stor ekonomisk börda. Oligarkerna påbörjade den långa och mödosamma processen att avskaffa samurajklassen, buke. År 1873 tillkännagavs att samurajernas löner skulle beskattas löpande. Därefter (1874) gavs samurajerna möjlighet att byta ut sin rätt till avlöning mot staliga obligationer. Slutligen gjordes denna konvertering av lönerna obligatorisk 1876.
För att reformera krigsmakten införde regeringen 1873 nationell värnplikt. Alla män blev skyldiga att fullgöra tre års militärtjänst när de fyllde 21 år. En av de viktigaste skillnaderna mellan samurajklassen och de övriga klasserna i det gamla systemet hade varit rätten att bära vapen. Detta urgamla privilegium togs nu plötsligt ifrån samurajerna och omfattade alla män i landet.

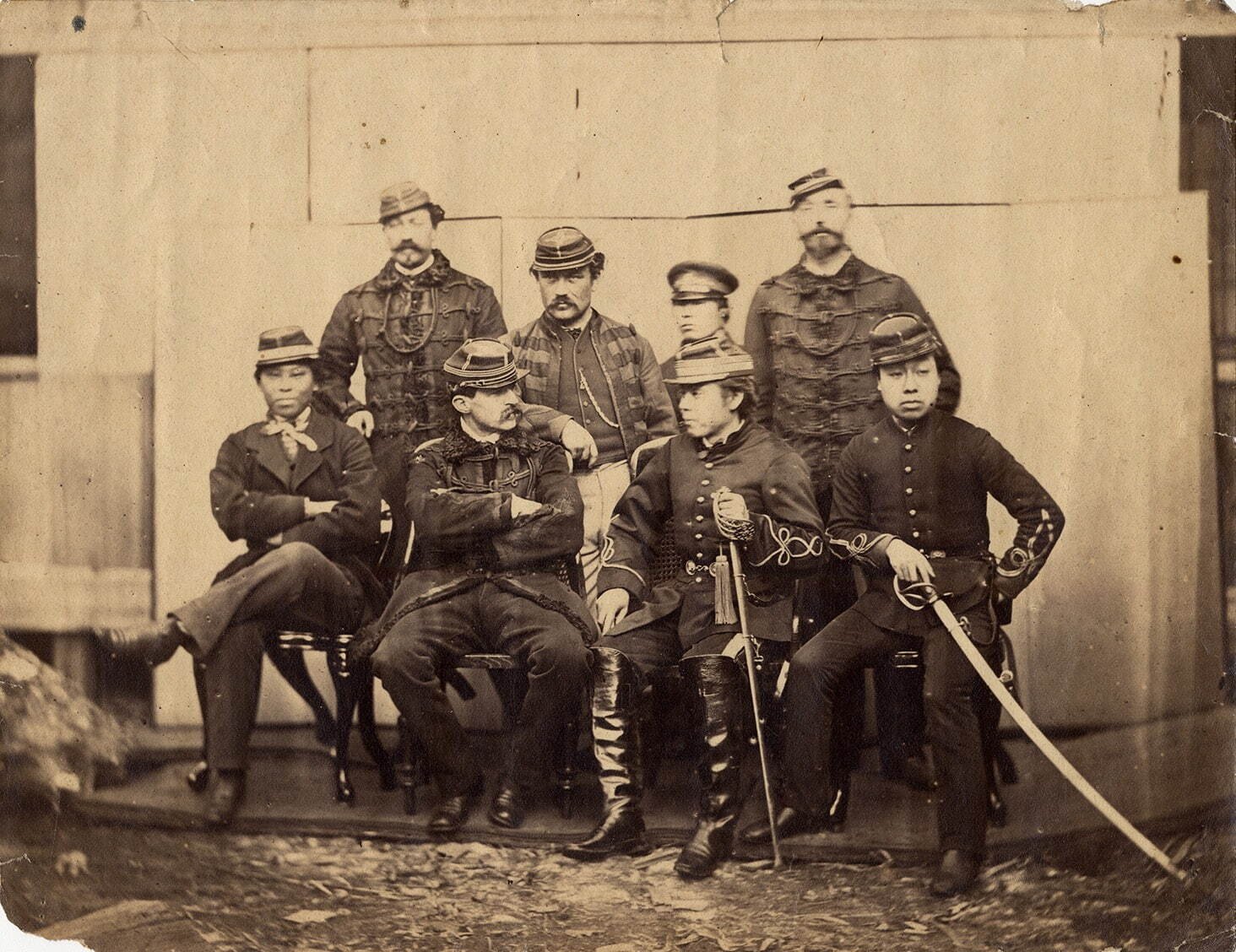
Japanska officerare och franska militärrådgivare (1869)

Dessa reformer ledde, inte helt oväntat, till en mängd uppror från missnöjda samurajer. Ett av de största upproren, Satsumaupproret, leddes av Saigo Takamori och övergick så småningom i ett inbördeskrig. Upproret slogs ned av den nybildade Kejserliga japanska armén. Denna hade tränats i att använda västerländska vapen och taktik, även om kärnan av armén utgjordes av Tokyos poliskår som till stora delar bestod av före detta samurajer. I slaget vid Shiroyama 24 september 1877 krossade 30 000 kejserliga soldater Takamoris sista samurajer. Den kejserliga segern gav en tydlig signal till de missnöjda samurajerna att deras tid nu var förbi. Antalet uppror avtog och samurajerna inlemmades i det övriga samhället. Rätten att bära de traditionella svärden dai-sho avskaffades och till slut återstod bara namnet. Samurajernas militära ideal kom emellertid att leva kvar i en romantiserad form och spelade en stor roll i propagandan under det kejserliga Japans krig under första halvan av 1900-talet.
Dock ska man inte glömma att en majoritet av samurajerna var nöjda trots att de förlorade sin status och sina privilegier. Många fick anställning i den nya statens byråkrati, som i sig kom att utgöra en elitklass. Eftersom samurajerna hade en högre utbildning än de flesta andra i samhället fick de plats som lärare, myndighetspersoner och officerare. Den formella titeln samuraj avskaffades men samurajklassens elitistiska anda levde vidare bortom 1870-talet.
Oligarkerna påbörjade även en mängd landreformer. Bland annat legaliserade de arrendesystemet som hade börjat bildas under Tokugawa-perioden. Trots shogunatets strävan att frysa de fyra klasserna hade det börjat förekomma att bybor arrenderade ut land till andra bönder. Detta störde det tydligt avgränsade klassystemet som införts under shogunatet, och bidrog till dess undergång.